# Exorista civilis
Exorista civilis là một loài ruồi trong họ Tachinidae.